# Godegårds bruks- och porslinsmuseum

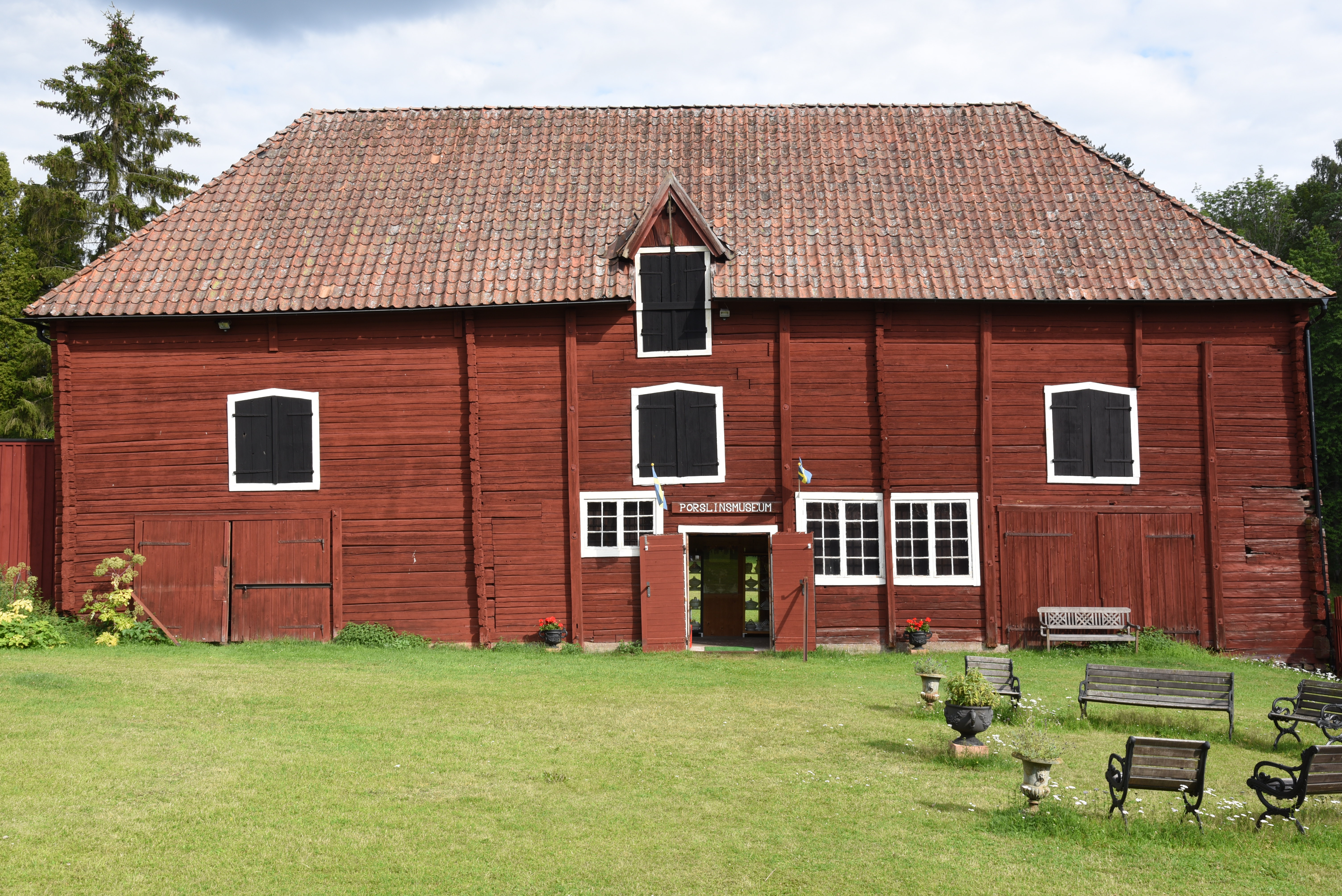
Godegårds porslinsmuseum.

Godegårds bruks- och porslinsmuseum, även Svenskt Porslinmuseum, är ett vagnmuseum, porslinsmuseum och bruksmuseum vid Godegårds bruk i Motala kommun.
Där finns en av de största samlingarna av svenskt bruksporslin från 1700-talet till nutid, bland annat från Rörstrands porslinsfabrik, Gustavsbergs porslinsfabrik, Göteborgs porslinsfabrik, Gefle Porslinsfabrik, Karlskrona Porslinsfabrik och Lidköpings porslinsfabrik.